# Condado de Blackford
O Condado de Blackford é um dos 92 condados do estado americano de Indiana. A sede do condado é Hartford City, e sua maior cidade é Hartford City. O condado possui uma área de 428 km² (dos quais 1 km² estão cobertos por água), uma população de 14 048 habitantes, e uma densidade populacional de 33 hab/km² (segundo o censo nacional de 2000). O condado foi fundado em 1838.